# 21 de gener
El 21 de gener és el vint-i-unè dia de l'any del calendari gregorià. Queden 344 dies per finalitzar l'any i 345 en els anys de traspàs.

## Esdeveniments
Països Catalans
- 1287, Maó, Menorca: un exèrcit català, comandat per Ximenes de Ayerbe, pacta la rendició d'Abu Umar ibn Said, el moixerif de Menorca, la qual cosa comportarà el final de la conquesta de Menorca i l'ocupació catalana de tota l'illa.[1]
- 1464 - Barcelona: hi arriba, amb fama d'esforçat cavaller, Pere el Conestable de Portugal, refermant l'esperança d'un possible ajut contra Joan II de Portugal i la Borgonya.
- 1932 - conques del Llobregat i del Cardener: s'hi declara la vaga general revolucionària.
- 1973 - Lluís Llach debuta a l'Olympia de París.[2]
- 1998 - Lleida: S'inaugura la nova seu de la Biblioteca Pública de Lleida a la Casa Maternitat.[3]
- 1999 - Badalona: es reinaugura el remodelat Teatre Zorrilla.[4]
- 2002 - es crea a l'Ateneu Barcelonès la Comissió de la Dignitat a fi d'aconseguir el retorn dels Papers de Salamanca.[5]
- 2006 - El president del govern espanyol, José Luis Rodríguez Zapatero, i el líder de CiU, Artur Mas es reuneixen a la Moncloa per pactar les modificacions que patiria el text de l'Estatut aprovat pel Parlament de Catalunya.
- 2010 - Lleida: S'inaugura el palau de congressos i teatre municipal de La Llotja de Lleida, amb Il Trovatore, de Verdi.[6]

Resta del món
- 1506 - Ciutat del Vaticà: El papa Juli II crea la Guàrdia suïssa per protegir-lo.
- 1522 - Nicaragua: el capità Gil González Dávila i el pilot Andrés Niño realitzen el primer viatge per la costa d'aquest país per buscar comunicació entre l'oceà Atlàntic i el Pacífic.
- 1720 - Estocolm (Suècia): Frederic I de Suècia signa amb Prússia el Tractat d'Estocolm de 1718 que posa fi a la guerra entre els dos països a la Gran Guerra del Nord. En aquest Suècia cedeix el domini de la Pomerània Sueca.
- 1790 - França: l'Assemblea Constituent proclama la igualtat de tots els ciutadans davant la llei.
- 1793 - París: Lluís XVI és executat amb la guillotina.
- 1795 - Amsterdam: l'exèrcit francès comandat pel general Jean-Charles Pichegru, entra a la ciutat.
- 1812 - Cadis: Les Corts de Cadis creen el Consell d'Estat.
- 1893 - Estats Units: és patentada la Fórmula de la Coca-cola.
- 1896 - Buenos Aires: Fundació del Club Atlético Banfield, equip de la primera divisió argentina de futbol.
- 1907 - Rússia: Es fan les eleccions per la Duma.
- 1919 - Versalles (París, França): Inici de la Conferència de Versalles.
- 1919 - Irlanda: Els membres del Sinn Féin del Parlament irlandès decideixen formar el seu propi parlament (el Dáil Éireann) i declaren la independència del país.
- 1922 - Madrid: El Govern espanyol negocia amb Abd el-Krim el rescat de presoners.
- 1927 - Nova York: Es presenta el cinema sonor.
- 1930 - Madrid: Dimissió del ministre d'Hisenda, José Calvo Sotelo, que causa la crisi del Govern espanyol del general Miguel Primo de Rivera.
- 1930 - Japó: L'emperador Hirohito dissol el parlament.
- 1938 - Aragó: Les tropes de Franco arriben al riu Alfambra.
- 1939 - Espanya: El general Vicente Rojo Lluch, cap de l'estat major de l'exèrcit republicà, comunica a Negrín que ja no hi ha front.
- 1940 - Mar del Nord: Destructors nazis destrueixen els destructors britànics Grenville i Exmouth.[7]
- 1941 - Romania: el general Ion Antonescu recorre a l'exèrcit per aixafar la insurrecció de la ultranacionalista Guàrdia de Ferro.
- 1942 - Líbia: Comença la contraofensiva de l'Alemanya Nazi en el nord d'Àfrica.
- 1942 - Madrid: Són afusellats els guerrillers comunistes Francisco Barreiro, Isidoro Diéguez Dueñas, Jesús Larrañaga Churruca, Manuel Asarta Imaz, Joaquín Valverde, Jesús Gago, Jaume Girabau i Eladio Rodríguez González.
- 1944: - Leningrad: els soviètics trenquen el setge alemany a la ciutat, que va durar 29 mesos.
- 1948 - província d'Entre Ríos (Argentina): Es produeix un terratrèmol de 5,5 en l'escala de Richter (terratrèmol d'Entre Ríos de 1948).
- 1954 - EUA: Es bota el Nautilus, primer submarí de propulsió nuclear.
- 1967 - Londres, París: S'inauguren els vols comercials del Concorde amb les rutes Londres-Bahrain i París-Rio de Janeiro.
- 1968 - Groenlàndia: Accident de Thule, on resulta destruït un bombarder nord-americà del tipus B-52 amb quatre bombes atòmiques.
- 1969 - Uruguai: es produeix un violent xoc entre funcionaris en vaga i policia, amb el balanç d'una persona morta i 50 ferides.
- 1970 - Xile: El socialista Salvador Allende és nomenat candidat a president.
- 1976 - París l'avió supersònic Concorde comença els seus vols comercials de línia regular.
- 1977 - Espanya: A proposta del govern espanyol, el príncep Felip de Borbó ostentarà el títol de Príncep d'Astúries.
- 1980 - Espanya: se'ls atorga el Premi Cervantes ex aequo als escriptors Jorge Luis Borges i Gerardo Diego.
- 1985 - Índia: el govern de l'Índia expulsa a diversos diplomàtics occidentals dels Estats Units, França i la República Federal Alemanya, per implicació en una vasta activitat d'espionatge.
- 1986 - Anglaterra el rei Joan Carles I és investit doctor honoris causa en dret civil per la Universitat d'Oxford.
- 1986 - la sonda interplanetària nord-americana Voyager 2 passa al costat del planeta Urà.
- 1988 - Espanya: es fusionen el Banc de Bilbao i el Banc de Biscaia, creant així l'entitat BBV.
- 1993 - Nord d'Iraq: avions nord-americans disparen contra un radar, primer acte d'aquest tipus dins de la nova administració Clinton.
- 1994 - Mèxic: el Senat ratifica la Llei d'Amnistia per als insurgents de Chiapas, aprovada pel Congrés.
- 1998 - Cuba: Joan Pau II inicia el seu viatge a Cuba.
- 2000 - Madrid: ETA assassina al tinent coronel Pedro Antonio Blanco després de la ruptura de la treva.
- 2000 - Quito: El president de l'Equador, Jamil Mahuad, fuig del palau presidencial de Quito, acorralat per l'assalt en poder protagonitzat per un grup de militars i milers d'indígenes.
- 2001 - Dakar: L'alemanya Jutta Kleinschmidt es converteix en la primera dona que guanya el Ral·li Dakar.[8]
- 2003 - Colima (Mèxic): es produeix un terratrèmol de magnitud 7,7 en l'escala de Richter, amb 53 morts, 300 ferits i més de 10.000 habitatges afectats.
- 2003 - Egipte: arqueòlegs espanyols descobreixen en una antiga necròpoli de Luxor la part superior d'un sarcòfag de la dinastia saïta, que mostra tallat el rostre de la nena difunta.
- 2005 - Palestina: l'Autoritat Nacional Palestina (ANP) desplega 3.000 policies en el nord de Gaza per impedir atacs contra els colons jueus de l'altre costat de la frontera.
- 2007 - Sèrbia: Se celebren les seves primeres eleccions generals després d'independitzar-se de Montenegro el maig de 2006.
- 2008 - Madrid: En la borsa espanyola es produeix la major caiguda de l'índex Ibex 35, des de la seva creació en 1992, que perd un 7,54% retrocedint fins als 12,625 punts.

## Naixements
Països Catalans
- 1901 - Barcelona: Ricard Zamora, porter de futbol català.
- 1918:
  - Barcelona: Miquel Asins Arbó, compositor i director de música.
  - Girona: Joan Viñas i Bona, locutor de ràdio i presentador de televisió (m. 2002).
- 1933 - Barcelona: Julieta Serrano i Romero, actriu catalana de cinema i teatre.[9]
- 1937 - Vilassar de Mar: Ernest Lluch, economista i ministre espanyol de sanitat.
- 1951 - València: Gustau Muñoz i Veiga, economista, assagista i traductor valenià.
- 1952 - Barcelona: Maria Teresa Andreu Grau, futbolista i dirigent esportiva catalana, considerada una de les pioneres del futbol català.[10]
- 1963 - Sabadell: Rosa Renom, actriu catalana de teatre, cinema i televisió.
- 1967 - Mataró: Consol Prados i Martínez, sociòloga i política catalana, ha estat diputada al Parlament de Catalunya.

Resta del món
- 1338 - Vincennes, França: Carles V, rei francès.
- 1714 - Bolonya: Anna Morandi Manzolini, anatomista i escultora en cera (m. 1774).[11]
- 1761 - Cabeza del Buey, Badajoz: Diego Muñoz Torrero, sacerdot i polític espanyol.
- 1824 - 
  - Clarksburg (Virgínia de l'Oest): Stonewall Jackson, general dels Estats Confederats d'Amèrica.
  - Estocolm: Bertha Valerius, fotògrafa pionera i pintora sueca (m. 1895).[12]
- 1828 - Saint-Rémy-des-Monts: Clémence de Grandval, cantant i una de les compositores més famoses del segle xix (m. 1907).[13]
- 1879 - Londres: Helen Gwynne-Vaughan, botànica i micòloga britànica (m. 1967).[14]
- 1901 - Mülheim del Ruhr, Imperi Alemany: Clara Eleonore Stinnes, corredora de cotxe coneguda per ser la primera dona a fer la volta al món en cotxe.
- 1912 - 
  - Nysa, Alemanya: Konrad Bloch, químic alemany, Premi Nobel de Medicina o Fisiologia de l'any 1964.
  - Filadèlfia, Pennsilvània: Eve Arnold, fotoperiodista estatunidenca (m. 2012).
- 1918 - Burgo de Osma (Sòria, Espanya): Marcelino Camacho Abad, sindicalista i polític espanyol (m. 2010).
- 1919 - Villarejo de Salvanés: Rosario Sánchez Mora, La Dinamitera, milíciana espanyola de la Guerra Civil (m. 2008).
- 1922 - Nova York, Estats Units: Telly Savalas, actor de cinema i televisió estatunidenc.
- 1923 - Xerès: Lola Flores, cantant i ballarina de flamenc (m. 1995).[15]
- 1930 - Roma: Silvana Mangano, actriu de cinema italiana (m. 1989).
- 1941 - 
  - Boston, Massachusetts: Elaine Showalter, crítica literària i acadèmica feminista nord-americana, creadora de la «ginocrítica».[16]
  - Madrid, Espanya: Plácido Domingo, cantant d'òpera
  - Montevideo: Margarita Percovich, política uruguaiana pertanyent al Front Ampli.[17]
- 1953 - Seattle, Washington, EUA: Paul Allen, empresari estatunidenc, cofundador de Microsoft.
- 1956 - Wareham, Massachusetts: Geena Davis, actriu estatunidenca guanyadora d'un Oscar.[18]
- 1961 - Siraz, Nazanin Armanian, escriptora i politòloga iraniana, exiliada a Espanya des de l'any 1983.[19]
- 1962 - Batna: Leila Ameddah, escultora i pintora algeriana.
- 2001 - Salmon Arm, Canadà: Natalie Wilkie, esquiadora de fons paralímpica canadenca.[20]

## Necrològiques
Països Catalans
- 259 - Tarragona (Tarragonès): Sant Fructuós, primer bisbe de Tàrraco i els seus diaques, Auguri i Eulogi.
- 1696 - Benigànim, La Vall d'Albaida: Agnès de Benigànim, monja valenciana venerada com a beata per l'Església catòlica (n. 1625).[21]
- 1884 - Reus: Martina Castells i Ballespí, metgessa catalana, primera dona que va assolir un doctorat a l'Estat espanyol.[22]
- 1911 - Sant Martí d'Albera (l'Albera): Manel Costa (Emmanuel Coste), pastor i poeta en català (n. 1822).
- 1917 - Alberic (Ribera Alta): Francesc Badenes i Dalmau, poeta valencià (n. 1859).
- 1922 - Barcelona (Barcelonès): Josep Campeny i Santamaria, escultor català (n. 1858).
- 1923 - Inca: Marcel·lina Moragues Ginart, poetessa mallorquina (n. 1855).[23]
- 1939 - Barcelona (Barcelonès): Rafael Torres Escartín, militant de la CNT. Havia estat internat a un psiquiàtric des de 1931 i va ser tret d'allà per les tropes feixistes per ser afusellat.
- 1942 - Madrid: Jaume Girabau, polític comunista català, executat per la dictadura franquista.
- 2002 - Madrid: Adolfo Marsillach i Soriano, actor, autor dramàtic, director de teatre i escriptor català (n. 1928).
- 2014 - Pamplona: Teresa Salvador i Salvador, religiosa i activista social catalana (n. 1924).[24]
- 2018 - Lleida: Dolors Sistac Sanvicén, escriptora catalana i impulsora de l'ensenyament del català (n. 1922).[25]
- 2021 - 
  - Barcelona: Jordi Fàbregas i Canadell, músic. El 1988 va ser cofundador el Festival Tradicionàrius de música folk (n. 1951).[26]
  - Alacantː Solveig Nordström, arqueòloga sueca. Va dedicar la seva vida professional a l'estudi de la història antiga del sud del País Valencià i a l'art rupestre llevantí (n. 1923).[27]

Resta del món
- 1793 - París (França): Lluís XVI de França, rei de França i de Navarra, copríncep d'Andorra i duc de Berry (n. 1754).
- 1862 - Praga: Božena Němcová, una de les més importants novel·listes txeques del realisme txec (n. 1820).[28]
- 1896 - Madrid: Teodora Lamadrid, important actriu espanyola (n. 1820).
- 1901 - Barnesville, (EUA): Elisha Gray, inventor del telèfon (n. 1835).
- 1924 - Gorki Lèninskie, URSS: Lenin, líder de la Revolució d'Octubre de 1917 (n. 1870).
- 1926 - Pavia (Itàlia): Camillo Golgi, metge italià, Premi Nobel de Medicina o Fisiologia de 1906 (n. 1843).
- 1950 - Londres, Anglaterra: George Orwell, escriptor anglès (n. 1903).[29]
- 1964 - Nova York, Estats Units: Joseph Schildkraut, actor estatunidenc d'origen austríac.
- 1975 - Zúric, Suïssa: Mascha Kaléko, rellevant poeta i escriptora alemanya del segle xx (n. 1907).[30]
- 1980 - Milà: Elvira de Hidalgo, soprano de coloratura i mestra de cant (n. 1891).[31]
- 2002 - Los Angeles, Califòrnia: Peggy Lee, cantant estatunidenca de jazz i música popular, compositora i actriu (n. 1920).[32]
- 2005 - Granada: Asunción Linares Rodríguez, paleontòloga espanyola (n. 1921).
- 2006 - Pristina, Kosovo: Ibrahim Rugova fou un polític kosovar, president d'aquesta regió independent de facto fins a la seva mort.
- 2009 - Chicago: Vivian Maier, fotògrafa estatunidenca (n. 1926).
- 2017 - Seattle: Erika Böhm-Vitense, astrònoma estatunidenca d'origen alemany (n. 1923).[33]
- 2020 - Londres (Anglaterra): Terry Jones, actor, director i escriptor gal·lès, un dels membres del grup Monty Python (n. 1942).
- 2021 - Mola di Bari, Pulla, Itàliaː Cecilia Mangini, fotògrafa i primera directora de cinema documental italiana (n. 1927).[34]

## Festes i commemoracions
- Festa local de Santa Agnès de Corona (Eivissa)
- Festa local de Benigànim.
- Festa local de Sant Fruitós de Bages.
- Onomàstica: Sants Publi de Malta, bisbe; Fructuós de Tarragona, bisbe i sant patró de Tarragona; els seus diaques Auguri i Eulogi, màrtirs; Agnès de Roma, verge i màrtir romana (s.III-IV); beata Josepa Maria de Santa Agnès, monja agustina de Benigànim.